# Analu Graci
Analu Graci (Ribeirão Preto, 25 de novembro de 1949) é uma atriz brasileira de televisão, teatro e cinema. Fez sete novelas na TV Tupi e uma novela no SBT, além de um filme com Mazzaropi.

## Filmografia

### Televisão
| Ano  | Título                   | Personagem              | Notas                     |
| ---- | ------------------------ | ----------------------- | ------------------------- |
| 1969 | Era Preciso Voltar       | Maria                   |                           |
| 1970 | A Gordinha               | Mariazinha              |                           |
| 1970 | O Meu Pé de Laranja Lima | Lili                    |                           |
| 1971 | Nossa Filha Gabriela     | Luísa                   |                           |
| 1972 | Signo da Esperança       | Sandra                  |                           |
| 1972 | A Revolta dos Anjos      | Cacilda                 |                           |
| 1973 | Mulheres de Areia        | Glorinha                |                           |
| 1974 | A Barba Azul             | Lenita Brandão Penteado |                           |
| 1984 | Caso Verdade             | Irmã Zoe (adulta)       | Episódio: "Irmã Zoé"      |
| 1984 | Caso Verdade             | Eunice                  | Episódio: "Sonho Materno" |
| 2003 | Canavial de Paixões      | Hilda Belay             |                           |

### Cinema
| Ano  | Título                  | Personagem                 |
| ---- | ----------------------- | -------------------------- |
| 1970 | A Arte de Amar Bem      | Garota                     |
| 1973 | Um Caipira em Bariloche | Marina (filha de Polidoro) |